# Anna Karenina (2012)
Anna Karenina ist eine im Jahr 2012 unter der Regie von Joe Wright entstandene britisch-französische Verfilmung des gleichnamigen Romans von Lew Tolstoi. Die Hauptrollen spielen Keira Knightley, Jude Law, Matthew MacFadyen und Aaron Taylor-Johnson.
Der Film feierte seine Premiere am 7. September 2012 auf dem Toronto International Film Festival und lief am selben Tag in den britischen Kinos an. In den Vereinigten Staaten wurde er ab dem 16. November 2012 gezeigt, der deutsche Kinostart erfolgte am 6. Dezember 2012.

## Handlung
Angesiedelt im Russland des 19. Jahrhunderts, erzählt der Film von drei krisengeplagten Familien: zum einen von der Ehe des Fürsten Stepan Oblonski und seiner Frau Dolly, zum anderen von der Beziehung zwischen Dollys junger Schwester Kitty Schtscherbazkaja und dem Gutsbesitzer Kostja Ljewin. Im Vordergrund steht das Schicksal Anna Kareninas, der Schwester des Fürsten, die mit dem Staatsbeamten Alexej Karenin verheiratet ist. Wegen ihrer Liebesaffäre mit dem Grafen Alexej Wronski zerbricht ihre Ehe. Sie wird von ihrem Sohn getrennt und erfährt eine gesellschaftliche Ächtung. Der Wahnsinn, dem sie mehr und mehr verfällt, treibt sie schließlich in den Suizid.

## Kritiken
Der Film erhielt überwiegend positive Kritiken. So weist der Metadienst Rotten Tomatoes bei 152 Kritiken eine Durchschnittswertung von 61 % aus. Die Mehrzahl der Kritiker lobte die Darsteller, wobei insbesondere Knightley und Law für ihr Schauspiel gute Kritiken erhielten. Metascore weist eine Durchschnittswertung von 63 % aus.
Der Kritiker Oliver Lyttleton gab dem Film ein B+ und nannte ihn eine „mutige Neuumsetzung“ des Klassikers, die man „trotz kleinerer Mängel“ schätzen könne. Er lobte die Hauptdarsteller, Kameraarbeit und Musik sowie die spektakulären Kostüme und das Szenenbild. Aufgrund des Konzepts, das Elemente des Theaters einbeziehe, erwartete Lyttleton jedoch, dass der Film das Publikum „enorm spalten werde“.
Der Kritiker des Filmmagazins Empire vergab 4 von 5 Sternen und lobte Regie und Darsteller:

„Wenn der Film ihr Herz letztendlich auch nicht so einnimmt, wie er es könnte, ist Anna Karenina ein Historiendrama in seiner aufregendsten, berauschendsten und modernsten Form. Fesselnd.“

Kritischer bewertete Peter Bradshaw vom The Guardian Wrights Herangehensweise an den Klassiker und vergab 3 von 5 Sternen:

„Umgesetzt in einer Fantasy-Theater-Welt, opfert Tom Stoppards und Joe Wrights kühne Adaption – mit Keira Knightley und Jude Law in den Hauptrollen – die Intensität des Romans für kreatives Flair.“

Total-Films-Kritiker Neil Smith bezeichnete den Film schließlich als „enttäuschendes Weihnachtsgeschenk“, an dem einem die Freude vergehe, sobald man die glänzende Verpackung entferne.
Die Deutsche Film- und Medienbewertung (FBW) verlieh dem Spielfilm das Prädikat „besonders wertvoll.“

## Auszeichnungen
Kameramann Seamus McGarvey erhielt eine Nominierung für den American Society of Cinematographers Awards für die Beste Kamera in einem Spielfilm.
Er wurde in sechs Kategorien für den BAFTA Film Award 2013 nominiert; als Bester britischer Film, für die beste Kamera, die besten Kostüme, das beste Make-up und Hairstyling, das beste Szenenbild und die beste Musik.
Komponist Dario Marianelli wurde auch für den Golden Globe Award für die beste Musik nominiert.
Nominiert war das Werk für den „Oscar“ 2013 (Academy Award) in den vier Kategorien Bestes Szenenbild, Beste Kamera, Bestes Kostümdesign, Beste Filmmusik. Kostümdesignerin Jacqueline Durran gewann den Preis.

## Hintergründe
Es handelt sich um die dritte Zusammenarbeit von Joe Wright und Keira Knightley nach Stolz und Vorurteil (2005) und Abbitte (2007).
Viele Filmszenen scheinen sich in einem Theater des 19. Jahrhunderts abzuspielen. Sichtbare Kostüm- und Kulissenwechsel auf und vor der Bühne schaffen eine eigentümliche „Ästhetik der Aufführung“. Sie wird durch den Einsatz von filmischen Verfremdungseffekten indes fortlaufend als illusionär entlarvt.